# Philipp Gomperz
Philipp von Gomperz, též Philipp II. Gomperz (4. dubna 1860 Brno – 3. prosince 1948 Montreux), byl rakouský podnikatel a politik německé národnosti z Moravy; poslanec Moravského zemského sněmu.

## Biografie
Působil jako průmyslník v oboru vlnařství. Pocházel z rodu Gomperzů. Tato židovská rodina působila v 19. století v Brně a její členové byli aktivní v podnikání i politickém životě. Jeho otcem byl Max von Gomperz (1822–1913), matkou Louisa Auspitzová (1832–1917). Strýc Julius Gomperz (1823–1909) byl poslancem vídeňské Říšské rady, další strýc Theodor Gomperz (1832–1912) byl filozofem a klasickým filologem. Juliova manželka Caroline von Gomperz-Bettelheim (tedy Philippova teta) byla pianistkou a pěvkyní. Philipp byl zamilovaný do operní zpěvačky Selmy Kurzové, ale od svého otce nezískal svolení ke sňatku. Neoženil se byl tak posledním mužským členem rodu Gomperzů.
Philipp studoval práva na Vídeňské univerzitě, kde roku 1883 získal titul doktora práv. Od roku 1913 působil coby jediný majitel rodinného podniku L. Auspitz Enkel. Firma vyráběla sukna s ochrannou známkou sokola nesoucího kruh s iniciálami LAB (Lazar Auspitz Enkel). Produkci prodávala v tuzemsku i na vývoz. Zastával funkci prezidenta ústavu Creditanstalt für Handel und Gewerbe. Účastnil se společenského života ve Vídni a byl řazen mezi znalce umění. Poté, co roku 1911 získal od otce polovinu zámku v Oslavanech shromáždil zde rozsáhlý inventář uměleckých děl. roku 1909 zdědil po svém strýci Juliovi i statek Habrovany. Byl mu udělen Řád Františka Josefa (velkokříž).
Koncem 19. století se zapojil i do vysoké politiky. V zemských volbách roku 1896 byl zvolen na Moravský zemský sněm, za kurii velkostatkářskou, II. sbor. Mandát zde obhájil v zemských volbách roku 1902, zemských volbách roku 1906 a zemských volbách roku 1913. V roce 1896 se uvádí jako kandidát Strany ústavověrného velkostatku, která byla centralisticky a provídeňsky orientovaná.
Zasedal taky jako člen Panské sněmovny (nevolená horní komora Říšské rady).
Po první světové válce přijal československé občanství. Nadále ovšem vlastnil majetky v poválečném Rakousku, včetně bytu ve vídeňském Palais Todesco. Po anšlusu uložil část rodinného majetku do švýcarských bank. Spolu se sestrami Marií and Cornelií odjel na Moravu. Později odcestoval do Švýcarska. Za války byly jeho majetky v českých zemích konfiskovány. Po válce žádal o vrácení majetku, ale byl mu opětovně konfiskován, nyní podle dekretů prezidenta Beneše.